# Budic (comte de Cornouaille)
Pour les articles homonymes, voir Budic.
Budic est un seigneur breton, comte de Cornouaille dans le dernier tiers du Xe siècle, mort entre 1008 et 1019. Son nom évoque la victoire. Probablement originaire de Châteaulin, proche des ducs de Bretagne de la maison de Rennes, son pouvoir semble être solidement ancré en Cornouaille, par ses origines et des alliances matrimoniales. Il est le fondateur de la maison de Cornouaille, qui cumule jusqu"au début du XIIe siècle le diocèse et le comté de Cornouaille et accède au duché de Bretagne en 1066.

## Biographie

### Le premier comte de Cornouaille certain
Vivant dans le dernier tiers du Xe siècle, mort entre 1008 et 1019, Budic est le premier du lignage des comtes de Cornouaille qui soit connu avec certitude,.
Budic est appelé Budic Castellin, c'est-à-dire Budic de Châteaulin, dans le cartulaire de Quimperlé et Budic Bud Berhuc dans le cartulaire de Landévennec. L'ajout Bud Berhuc à son nom est plus tardif et semble être une glose explicative du sens du nom Budic, « celui qui gagne, qui fait du profit » ou, plus simplement, « le victorieux ». Budic s'intitule lui-même comes Cornubiensis.
Budic est un proche du duc de Bretagne Alain III et sa famille est liée à celle des comtes de Rennes qui dominent alors la Bretagne. Le pouvoir de Budic, dont le nom indique qu'il est un homme de guerre, semble être solidement installé en Cornouaille. À Châteaulin, le site du promontoire délimité par l'Aulne et une vallée sèche pourrait être l'emplacement du castrum de Budic, même si aucune source n'emploie ce terme. La possession du château de Châteaulin lui donne une vraie puissance militaire. La maîtrise de la Cornouaille par sa famille pourrait être plus ancienne et remonter à l'époque carolingienne. Budic n'est pas un homme neuf, mais appartient à un lignage ancien et puissant : on relève le nom d'autres Budic dans les siècles précédents.

### Un lignage et ses alliances

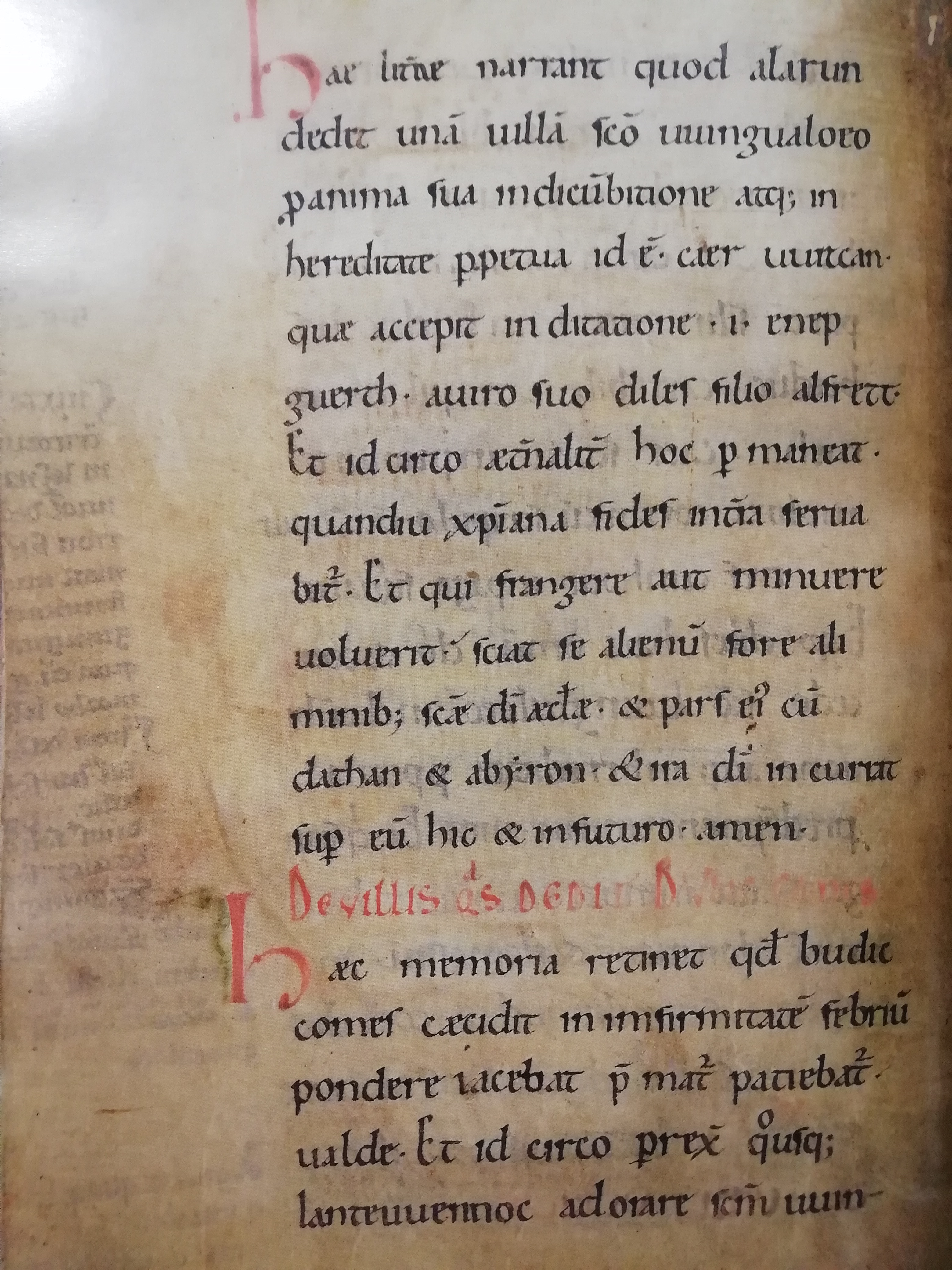
Donation de Budic dans le cartulaire de Landévennec.

Budic a un frère cadet, Alfred, qui va donner naissance à un lignage parallèle à celui des comtes de Cornouaille. Leur père a probablement épousé la fille ou la sœur de Diles, vicomte du duc Alain Barbetorte, autrement dit vicomte de Poher ou de Cornouaille. Cette femme est peut-être la sœur d'un archidiacre Alfred, devenu évêque de Cornouaille ou de Quimper avant le fils de Budic, Benoît. Après les destructions liées aux invasions normandes, il semble que Diles ait reçu le pouvoir dans un territoire situé entre l'Atlantique et l'Odet, que Budic a ensuite étendu à l'ensemble de la Cornouaille,.
La femme de Budic est peut-être issue du lignage de Benoît, abbé de Landévennec.
Avant de mourir, Budic fait don de différents domaines à l'abbaye de Landévennec. Son fils Benoît, né vers 980, probablement un cadet, accède à l'épiscopat de Cornouaille après 990 et cumule ensuite cette charge avec celle de comte de Cornouaille,, peut-être à la suite de la disparition prématurée d'un héritier aîné laïc.